# Lomié
Lomié es una comuna camerunesa perteneciente al departamento de Haut-Nyong de la región del Este.
En 2005 tiene 18 952 habitantes, de los que 4266 viven en la capital comunal homónima.
Se ubica en el suroeste de la región sobre la carretera P6. La mayor parte de la reserva de fauna de Dja pertenece al territorio de esta comuna.

## Localidades
Comprende la ciudad de Lomié y las siguientes localidades:
- Abakoum
- Abiere
- Achip
- Adjela
- Alat Maka
- Azem
- Bapile
- Biba
- Bingongol
- Djebe
- Djenou
- Djoamenodjoh
- Djoandila
- Djolempoum
- Djouloussou
- Doumzok
- Ekom
- Eschiambor
- Kassarafam
- Kongo
- Mang-Kako
- Mang-Nzime
- Mansa
- Mayang
- Medjuh
- Meka
- Melene
- Mempale
- Messassea
- Meyebot
- Mingongo
- Mintoum
- Moanguele Bosquet
- Mpane
- Mpane Kobera
- Mpaneditiep
- Nemeyong
- Nemeyong II
- Nemeyong III
- Ngola
- Ngoulmakong
- Nolien
- Nomedjoh
- Ntam
- Ntam II
- Pana
- Pohepoum
- Sembe
- Serre
- Zoulabot I